# Teemu Rannikko
Teemu Rannikko (nacido el 9 de septiembre de 1980, en Turku, Finlandia) es un jugador de baloncesto finlandés que pertenece a la plantilla del Vilpas Vikings de la Korisliiga. Mide 1,89 metros de altura, y juega en la posición de escolta.

## Trayectoria deportiva
Tras formarse en el Pilloset finlandés durante tres temporadas, en las que lideró la tabla de asistencias de la Liga Finlandesa, fue nombrado MVP de la Liga en el año 2000, y llevó a su equipo a la conquista de la Copa de Finlandia; se mudó a Italia, donde perteneció al Palacanestro Reggiana, Roseto Basket y Scavolini Pesaro.
En el Roseto comenzó a despuntar, no solo en la Lega, sino también en la Eurocup. De ahí dio el salto al Scavolini Pesaro, donde, junto otro finlandés, Hanno Mottola, se convirtió en una de las parejas más sorprendentes de la temporada, destacando en la fase regular de la Euroliga.
Tras su etapa italiana, Rannikko se marchó a Eslovenia, al Olimpia Ljubljana, donde se proclamó campeón de la liga eslovena, y cuajó una gran actuación (15 puntos y 3 asistencias de media), con lo que logró que el BC Khimki ruso pusiera los ojos en él de cara a la temporada pasada.

### Equipos
- Piiloset  Finlandia
- Pallacanestro Reggiana  Italia
- Roseto Basket  Italia
- Scavolini Pesaro  Italia
- Olimpia Ljubljana
- BC Khimki  Rusia
- CB Granada  España (2009-2010)
- Cimberio Varese  Italia (2010-2012)
- KK Union Olimpija  Eslovenia (2012-2013)
- Joensuun Kataja  Finlandia (2013-2017)
- Vilpas Vikings (2017- )